# Exhyalanthrax thyridus
Exhyalanthrax thyridus är en tvåvingeart som först beskrevs av Hesse 1956.  Exhyalanthrax thyridus ingår i släktet Exhyalanthrax och familjen svävflugor. Inga underarter finns listade i Catalogue of Life.